# Liste des œuvres de François Cavanna
Cette liste donne une présentation des publications de François Cavanna, classées par catégories. 

## Récits et documents autobiographiques
- 1978 : Les Ritals, éd. Belfond, Paris  (ISBN 2-7144-1168-1) (adapté pour la télévision par Marcel Bluwal en 1991.)
- 1979 : Les Russkoffs, éd. Belfond, Paris (suite des Ritals)
- 1981 : Bête et méchant, éd. Belfond, Paris (suite des Russkoffs ; Cavanna raconte notamment les débuts de Hara-Kiri)
- 1983 : Les Yeux plus grands que le ventre, éd. Belfond, Paris (suite de Bête et méchant)  (ISBN 2-7144-1551-2)
- 1985 : Maria, éd. Belfond, Paris
- 1987 : L’Œil du lapin, éd. Belfond, Paris
- 2001 : Le pari de vivre, l'intégrale des entretiens Noms de Dieux d'Edmond Blattchen, Alice,  (ISBN 978-2930182469)
- 2008 : Cavanna raconte Cavanna, hors-série Charlie Hebdo no 24, novembre 2008[1].
- 2010 : Lune de miel, éd. Gallimard, Paris

### Posthume
- 2020 : Crève, Ducon !, éd. Gallimard, Paris

## Essais et romans
- 1959 : Les 24 Heures du Mans, coécrit avec Paul Massonnet, n°9 dans la collection Lecture et Loisir
- 1960 : Le tour de France, coécrit avec Paul Massonnet, dans la collection Lecture et Loisir
- 1965 : 4, rue Choron, éd. Hara-Kiri
- 1968 : Cavanna, éd. Julliard
- 1970 : Je l'ai pas lu, je l'ai pas vu… mais j'en ai entendu causer, éd. Jean-Jacques Pauvert
- 1971 : Les Aventures de Dieu, Éditions du Square
- 1971 : Le saviez-vous ?, petite encyclopédie portative pour consoler les bons-à-rien, Éditions du Square, 64 p.[2]
- 1972 : L'Aurore de l'humanité I : Et le singe devint con, Éditions du Square ; 1984 : éd. Belfond ; 2007 : éd. Hoëbeke  (ISBN 2714416675)
- 1973 : Les Aventures du petit Jésus, Éditions du Square
- 1974 : Le saviez-vous ? (deuxième fournée), Éditions du Square
- 1975 : L'Aurore de l'humanité II : Le con se surpasse, Éditions du Square ; 1986 : éd. Belfond.   (ISBN 9782714418968)
- 1975 : Je l'ai pas lu, je l'ai pas vu… (chroniques Hara Kiri hebdo 1969/1), éd. 10/18
- 1975 : Je l'ai pas lu, je l'ai pas vu… (chroniques Hara Kiri hebdo 1969/2), éd. 10/18
- 1976 : Je l'ai pas lu, je l'ai pas vu… (chroniques Hara Kiri hebdo 1970), éd. 10/18
- 1976 : Stop-crève (chroniques de Charlie Hebdo de 1969 à 1975), éd. Jean-Jacques Pauvert
- 1976 : Les Aventures de Napoléon, Éditions du Square ; 1988 : éd. Belfond  (ISBN 9782714421746)
- 1977 : L'Aurore de l'humanité III : Où s'arrêtera-t-il ?, Éditions du Square ; 1987 : éd. Belfond
- 1978 : Gauche, droite, piège à cons (chroniques de Charlie Hebdo de 1969 à 1976), éd. Jean-Jacques Pauvert
- 1980 : La Grande Encyclopédie bête et méchante, éd. Albin Michel
- 1981 : Louise la Pétroleuse (théâtre), éd. Belfond
- 1982 : La Nouvelle Encyclopédie bête et méchante, éd. Albin Michel
- 1982 : Les Écritures - Les Aventures de Dieu et du Petit Jésus, éd. Belfond., 2e éd. Albin Michel, 1995
- 1984 : L'Almanach de Cavanna, éd. Belfond
- 1986 : Les Fosses carolines, éd. Belfond  (ISBN 978-2714419491)
- 1987 : Le saviez-vous ?, le petit Cavanna illustré, Pierre Belfond, 314 p.[3]
- 1988 : La Couronne d'Irène, éd. Belfond ; 1990 : Livre de Poche  (ISBN 978-2253053880)
- 1989 : Mignonne, allons voir si la rose…, éd. Belfond ; 2001 : éd. Albin Michel  (ISBN 9782714424112)
- 1990 : Traits d'humour sur toiles de maîtres, présentation de Daniel Delamare - éditions Denoël  (ISBN 2207237915)
- 1991 : La Belle Fille sur le tas d'ordures, éd. L'Archipel  (ISBN 978-2-909241-08-1)
- 1991 : Coups de sang, éd. Belfond  (ISBN 978-2-7144-2619-2)
- 1991 : Les Grands Imposteurs, éd. Presses de la Cité  (ISBN 2258034302)
- 1991 : Nos ancêtres les Gaulois, éd. Albin Michel
- 1992 : Cavanna par Cavanna, éd. Albin Michel
- 1992 : Le Temps des égorgeurs, éd. Albin Michel
- 1992 : Dieu, Mozart, Le Pen et les autres, éd. Hors Collection ; 1999 : éd. Presses de la Cité
- 1993 : De Coluche à Mitterrand (53 chroniques de Charlie Hebdo), éd. L'Archipel  (ISBN 9782909241333)
- 1993 : Tonton, Messaline, Judas et les autres, éd. Presses de la Cité  (ISBN 2-258-03768-9)
- 1993 : Les Enfants de Germinal, éd. Hoëbeke
- 1994 : Lettre ouverte aux culs-bénits, éd. Albin Michel
- 1994 : Les Pensées, éd. Le Cherche Midi
- 1995 : Cœur d'artichaut, éd. Albin Michel  (ISBN 2226078630)
- 1995 : Une histoire d'amour (roman de groupe) (avec Audouard, Daeninckx, Dard, Xenakis), éd. Hors Collection  (ISBN 2-258-00127-7)
- 1997 : La Déesse mère, éd. Albin Michel  (ISBN 9782226089038)
- 1998 : Les Mérovingiens 1 : Le Hun blond, éd. Albin Michel, 320 pages  (ISBN 2226106065) ; 2000 : éd. Premières Loges  (ISBN 978-2253149156)
- 1999 : Les Mérovingiens 2 : La hache et la croix, éd. Albin Michel, 336 pages
- 2000 : Les Mérovingiens 3 : Le dieu de Clotilde, éd. Albin Michel, 352 pages
- 2001 : Les Mérovingiens 4 : Le sang de Clovis, éd. Albin Michel.
- 2002 : Les Mérovingiens 5 : Les reines rouges, éd. Albin Michel, 336 pages
- 2003 : Les Imposteurs, éd. Presses de la Cité.
- 2003 : Sur les murs de la classe, éd. Hoëbeke
- 2004 : Les Mérovingiens 6 : L'adieu aux reines, éd. Albin Michel
- 2004 : Les Années Charlie : 1969-2004, éd. Hoëbeke
- 2005 : Cavanna à Charlie Hebdo 1969-1981. Je l'ai pas lu, je l'ai pas vu…, éd. Hoëbeke
- 2005 : Plus je regarde les hommes, plus j'aime les femmes…, éd. Albin Michel
- 2006 : Le Voyage, éd. Albin Michel  (ISBN 978-2226173522)
- 2008 : Hara-Kiri. Les belles images, éd. Hoëbeke
- 2008 : Mai 68 (collectif), éditions Michel Lafon
- 2009 : La pub nous prend pour des cons, la pub nous rend cons, éd. Hoëbeke
- 2010 : Le Pire de Hara-Kiri, éd. Hoëbeke
- 2011 : Hara-Kiri. Jusqu'à l'os !, éd. Hoëbeke
- 2012 : Cavanna raconte Cavanna, éd. Les échappés
- 2013 : La Gloire de Hara-Kiri, éd. Glénat

### Posthume
- 2023 : Le dernier qui restera se tapera toutes les veuves, Nouvelles Éditions Wombat  (ISBN 978-2-37498-223-6), Nécrologie.
- 2023 : Stop crève (Édition augmentée de Stop Crève, 1976, éd. Jean-Jacques Pauvert) suivi de C'est pas fini, éd. Nouvelles Éditions Wombat  (ISBN 978-2-37498-228-1).

## Livres de photographie/dessins
- 1989 : Les Doigts pleins d'encre (photographies de Robert Doisneau), éd. Hoëbeke
- 1990 : Maman, au secours ! (dessins de Altan), éd. Presses de la Cité
- 1998 : Je t'aime (dessins de Barbe), éd. Presses de la Cité
- 2002 : Au fond du jardin (photos de Patricia Méaille), éd. Terre de Brume
- 2010 : Instants de grâce (photos de Jean-Pierre Leloir), éd. Fetjaine

## Traductions par Cavanna
- 1971 : Li'l Abner d'Al Capp, Éditions du Square
- 1979 : Crasse-Tignasse, éd. L'École des Loisirs
- 1980 : Max et Moritz de Wilhelm Busch, éd. L'École des Loisirs
- 1988 : L'Univers impitoyable de Gary Larson, éd. Presses de la Cité
- 1989 : L'Univers impitoyable de Gary Larson contre-attaque, éd. Presses de la Cité
- 2007 : Je ne suis pas n'importe qui ! de Jules Feiffer, éd. Futuropolis